# Lauterborniella longiventris
Lauterborniella longiventris är en tvåvingeart som först beskrevs av Maurice Emile Marie Goetghebuer 1936.  Lauterborniella longiventris ingår i släktet Lauterborniella och familjen fjädermyggor.
Artens utbredningsområde är Kongo. Inga underarter finns listade i Catalogue of Life.